# Okanagana canadensis
Espèce
Okanagana canadensis (aussi Cigale du Canada ou Cigale du tremble) est une espèce de cigale présente en Amérique du Nord. 

## Description
Cette cigale mesure de 3 à 3,6 cm de long avec les ailes repliées et la tête mesure 6,5 à 7,5 mm de large.  Elle est de coloration principalement noire avec des taches jaunes et jaune-orange. 

## Chant
La stridulation de cette cigale rappelle le bruit d'un asperseur rotatif à clapet pour gazon, émis pendant une minute ou plus. 

Répartition approximative

## Répartition
Cette cigale occupe une grande partie du Canada, du Nouveau-Brunswick à la Colombie-Britannique et aussi au nord que les Territoires du Nord-Ouest.  Elle occupe également une grande partie du nord des États-Unis, du Maine à la Californie.